# 2022年錫爾赫特洪水
2022年錫爾赫特洪水是2022年發生在孟加拉國錫爾赫特專區的一場洪水。由于印度阿萨姆邦和阿鲁纳恰尔邦出現强降雨，當地不少河流水位高漲，結果导致錫爾赫特專區发生严重洪灾。 
受到洪災影響，原定在孟加拉國举行的中學畢業考试因此取消。欧西玛尼国际机场和锡尔赫特火车站停運。此次洪災造成孟加拉國至少25人死亡，数百万人受灾。